# Алслебен
Алслебен (на немски: Alsleben (Saale)) е град в Саксония-Анхалт, Германия с 2526 жители (2015). Намира се на западния бряг на река Зале.
- Мост на Зале